# William Doherty
William Doherty (15 de maio de 1857, Cincinnati - 25 de maio de 1901 Nairobi) foi um entomologista americano que se especializou em Lepidoptera e mais tarde também colecionou aves para o Museu de História Natural de Tring. Ele morreu de disenteria enquanto estava em Nairobi.

## Viagens
De 1877 a 1881, antes de se tornar colecionador, viajou muito pela Europa, Oriente Médio e daí para a Pérsia. Suas atividades de coleta entomológica começaram a sério em 1882, enquanto no sul da Ásia. Ele coletou borboletas na Índia, Birmânia, Ilhas Andamão, Nicobar, Sião, Indonésia, Malásia, Nova Guiné e África Oriental Britânica e descreveu muitas novas espécies. Após uma visita a Hartert em Tring em 1895, ele foi recrutado por Walter Rothschild, 2º Barão Rothschild, que passou a considerá-lo como seu melhor colecionador de pássaros. Enquanto coletava em Uganda, ele adoeceu e foi levado para um hospital por seus coletores Lepcha.

## Coleções
Suas coleções são compartilhadas entre o Museu Americano de História Natural, o Museu Carnegie em Pittsburgh, o Museu do Brooklyn, o Museu de Zoologia Comparativa em Cambridge e o Museu Nacional de História Natural em Washington.

## Epônimos
Muitos dos pássaros que ele coletou para Lord Rothschild foram nomeados após ele, incluindo o picanço Malaconotus dohertyi pomba de nuca Doherty vermelha Ptilinopus dohertyi, a cigarra Sumba Coracina dohertyi e o Lophozosterops dohertyi.